# Gracie Mansion

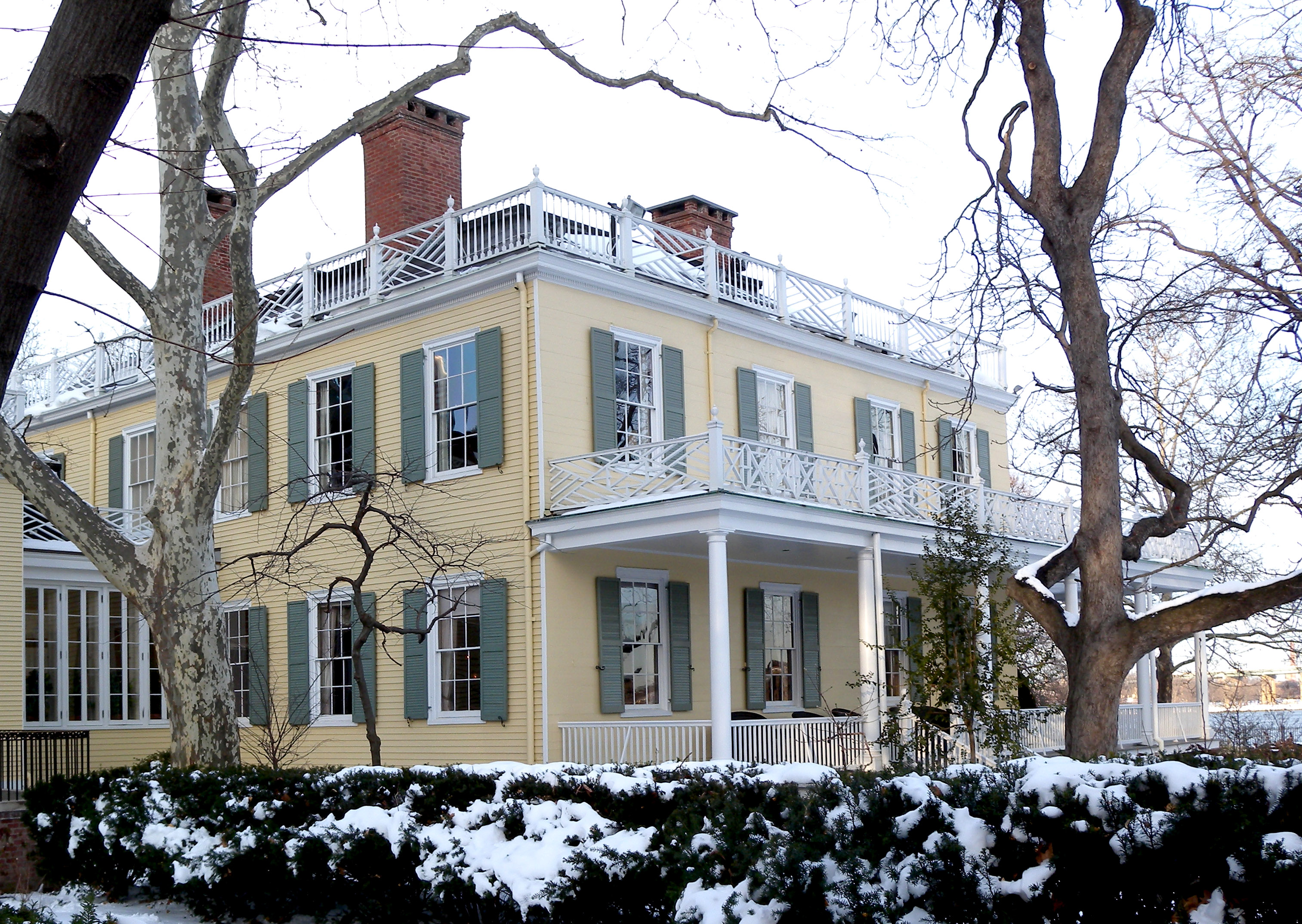

Gracie Mansion è la residenza ufficiale del sindaco di New York. Fu costruita nel 1799 in stile federale per Archibald Gracie, mercante cittadino che la usava come casa di campagna. Si trova nel Carl Schurz Park, a Manhattan (Upper East Side) all'angolo tra la East End Avenue e la ottantottesima strada. È prospiciente a Hell Gate, sull'East River.
La casa fu un museo tra 1936 e 1942, e residenza ufficiale del sindaco in seguito al 1942. È iscritta al National Register of Historic Places.